# Фальшивые зеркала
«Фальши́вые зеркала́» — роман российского писателя-фантаста Сергея Лукьяненко, вторая часть трилогии в жанре киберпанк о виртуальном городе Диптаун. Роман был написан в 1999 году и впервые опубликован издательством «АСТ» в том же году в серии «Звездный лабиринт». Вместе с романами «Лабиринт отражений» и «Прозрачные витражи» входит в цикл «Лабиринт отражений».
Действие романа происходит в Москве и Диптауне, городе в виртуальном мире — Глубине. После событий первого романа умевшие свободно покидать Глубину дайверы стали мифом. Однако ходят слухи о Тёмном Дайвере, сохранившем способности, и оружии третьего поколения, способном убить в реальности при смерти в виртуальности. Главному герою романа Леониду предстоит пройти «Лабиринт смерти», найти Храм Дайвера-в-Глубине, узнать о виртуальных слепках людей и воссоединиться с Тёмным Дайвером для возвращения Глубины в нормальное состояние.
В 1999 году роман занял второе место на первом международном фестивале фантастики «Звёздный мост» в номинации «Лучший цикл, сериал и роман с продолжением». В 2000 году роман был отмечен премией «Интерпресскон» в номинации «Крупная форма (роман)».

## Вселенная
В 1994 году безвестный московский хакер Дмитрий Дибенко создал десятисекундный видеоролик (дип-программу), после просмотра которого примерно 93 % населения Земли могло воспринимать виртуальный мир как реальный. На основе Интернета крупнейшие мировые корпорации, «Microsoft» и «IBM», создали виртуальный город Диптаун. Замысел удался, и город заселили люди со всего земного шара. Вместо посещения сайтов пользователи заходили в различные здания. Свои представительства в виртуальной реальности открыли рестораны, банки, корпорации и многие другие. Вместо форумов пользователи заходили в специальные модерируемые клубы.
Войдя в глубину, подавляющее большинство людей неспособно самостоятельно оттуда выйти. Подсознание человека воспринимает всё происходящее всерьёз. Поэтому для входа и выхода ими используется свой дом или номер в гостинице, где стоит аналогичный реальному компьютер, на котором можно запустить программу выхода. Для обеспечения безопасности во всех дип-программах встроен таймер, по сигналу которого пользователь выходит автоматически. Только единицы обладают способностью в любой момент покинуть глубину по собственному желанию. Их называют дайверами.

## Сюжет
Дайверы стали мифом. Проблемы в защите они больше не видят, а застрявших в виртуальности выбрасывает автоматически. Леонид работает простым грузчиком в виртуальной транспортной компании. Бывший дайвер страдает от дип-психоза, путая реальность и виртуальность. В это время хакер Падла в виртуальности проникает в компанию «Новые горизонты», но при попытке уйти с украденной информацией его якобы убивают оружием третьего поколения. При этом он умирает и в реальности, что раньше считалось невозможным. Леонид обращается за советом к хакеру Маньяку, но тот больше не торгует вирусами. Он рекомендует другого хакера — Чингиза, а также рассказывает Леониду слухи про Тёмного Дайвера, который не утратил своих способностей. Чингиз теперь успешный бизнесмен, а не хакер, но с боевыми программами помогает. У него Леонид знакомится с хакером Падлой и узнает, что это Тёмный Дайвер заказал ограбление «Новых горизонтов», а погиб при выполнении заказа напарник Падлы — Ромка, бывший дайвер и напарник Леонида. Леонид понимает, что бывший напарник перед смертью успел спрятать или передать похищенную информацию. Знакомый почтальон случайно рассказывает ему о письме какого-то Романа в Храм Дайвера-в-Глубине, местоположение которого неизвестно. Снять защиту с письма может только отправитель или получатель.
Крейзи Тоссер, всё так же работающий в игре «Лабиринт Смерти», рассказывает, что создание Храма Дайвера заканчивали трое: он, Ромка и Пауль. Храм действительно существует, но для инициации нужно пройти через точку входа. Всего таких точки было три, но две уже недоступны, а третья находится на последнем уровне «Лабиринта Смерти». Игра сильно изменилась и усложнилась, поэтому в одиночку пройти её уже нереально, нужна команда. Дайверы Леонид и Крейзи Тоссер, хакеры Маньяк, Чингиз, Падла и Компьютерный Маг, подросток Пат и девушка Нике, позже оказавшаяся его женой Викой, собираются пройти игру и добраться до входа в храм. Маньяк сообщает, что созданием смертельного оружия третьего поколения уже два года занимается Дмитрий Дибенко. Находиться в глубине теперь смертельно опасно, но отказаться уже выше их сил. Тёмный Дайвер пытается отговорить их от задумки, но безуспешно. Однако к десятому уровню из ста команда понимает, что прямой путь слишком долог, поэтому Маньяк взламывает игру и забрасывает всех сразу на сотый уровень.
Леониду удаётся попасть в Храм Дайвера-в-Глубине. Пришедший к нему Дибенко оставляет дайверу доставленные в храм украденные файлы, дарит прототип смертельного оружия и рассказывает о проекте «Новых горизонтов» по снятию электронно-виртуального слепка личности. Леонид понимает, что это смерть для всего человечества, так как все захотят уйти в виртуальность. Тёмный Дайвер угрожает и требует отдать файлы, но собравшаяся у Чингиза команда решает, что их нужно уничтожить. Тогда Тёмный Дайвер под видом Пата проникает на собрание у Чингиза, всех парализует и под угрозой смерти от прототипа оружия Леонида заставляет отдать ему информацию.
Позже Леонид встречается с Тёмным Дайвером. Оказывается, что когда в прошлом Леонид попал в дип-ловушку Дмитрия Дибенко, а Неудачник помог ему выбраться, то в глубине осталась его слабая виртуальная копия, наделённая силой Неудачника. Когда Леонид выбрал реальность, у всех дайверов исчезли их способности, изменилась дип-программа и вся глубина в целом. Возвращаясь в виртуальность, Леонид оставлял там свой негатив, чего хватило Тёмному Дайверу, чтобы стать самостоятельной личностью. Стремясь создать подобных себе, он и заказал ограбление «Новых горизонтов». Ему становится жалко свою виртуальную копию, поэтому он обещает Тёмному Дайверу, что больше не бросит его. Он сливается с ним, получая всю силу обратно и вновь меняя виртуальную реальность. Леонид советует Дибенко представлять новую технологию как персонального помощника, но не как цифровое бессмертие.

## Создание и издания

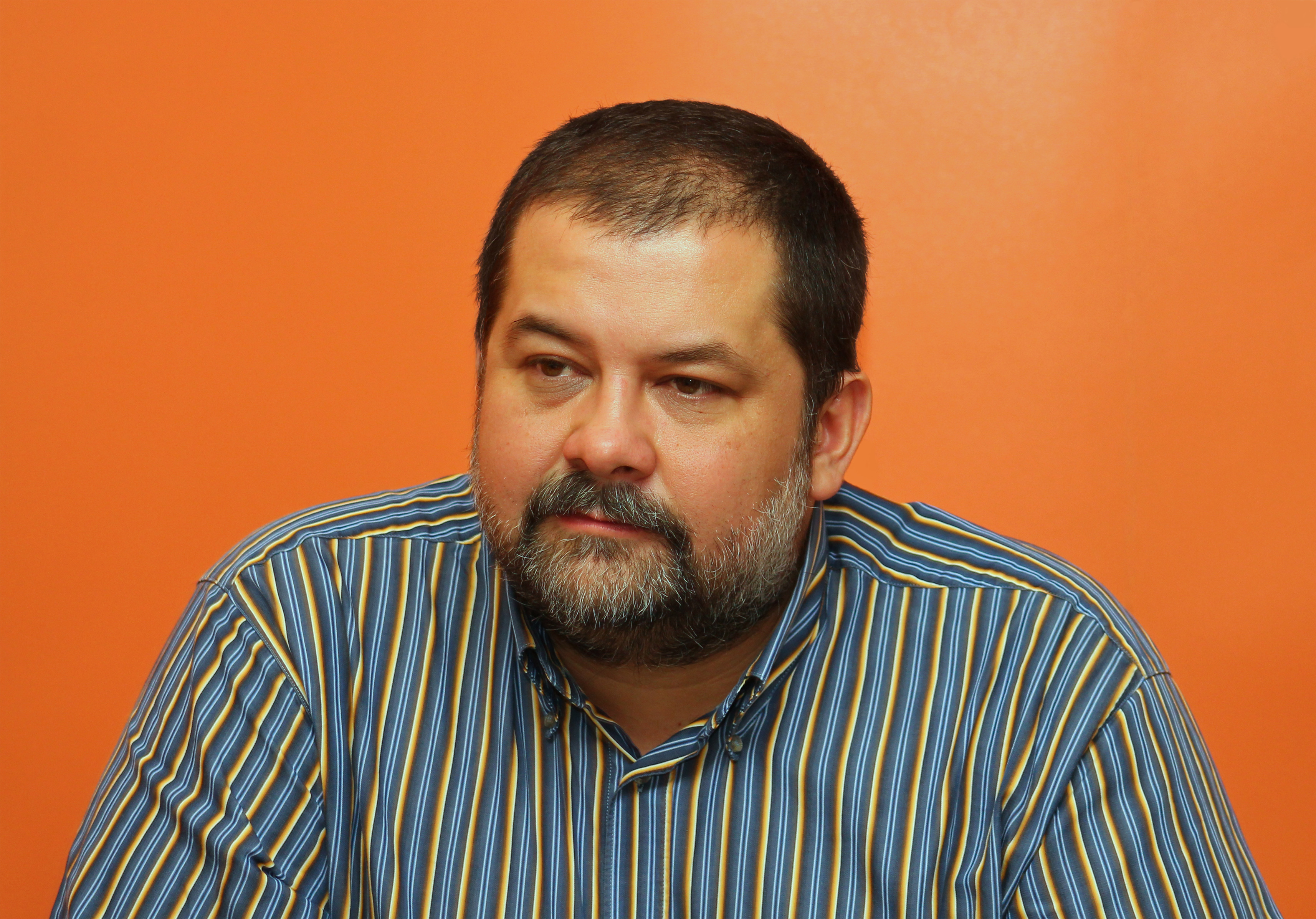
Сергей Лукьяненко

Поклонники требовали продолжения истории про дайверов, начатой Лукьяненко в «Лабиринте отражений», несмотря на то, что такое продолжение не входило в первоначальные замыслы автора. Спустя некоторое время у писателя всё-таки возникла идея для второго романа цикла. По словам Лукьяненко, на тот момент у него не было заказа от издательства на продолжение истории про виртуальность, поэтому ему пришлось в течение полугода добиваться от издателей заключения контракта на написание «Фальшивых зеркал». Издательство «АСТ» полагало, что книга подобной тематики не будет пользоваться популярностью у читателей. Однако к 45 000 экземпляров, вышедших в начальных тиражах 1999, 2000 и 2003 годов, пришлось допечатать ещё более 160 000 экземпляров дополнительных тиражей. Писатель подчеркнул, что роман создавался во многом для себя и для сетевых друзей.
Основой для описания игры «Лабиринт смерти», в отличие от первого романа цикла, послужил 3D-шутер Unreal 1998 года. По словам Лукьяненко, виртуальная реальность привлекает своей свободой действия, которой нет даже в обычной фантастике, вынужденной находиться в рамках предложенной реальности. Использование же виртуальности позволяет персонажам без чрезмерных усложнений менять обличье, телепортировать, стрелять без предупреждения. Проще поднимать темы свободы и ответственности при возможности конструировать любые необходимые ситуации.
Создавая виртуальную реальность, Лукьяненко добавил туда отсылки на окружающие его элементы настоящего. Так в романе появляются библиотека имени Мошкова, одна из первых русскоязычных электронных библиотек; ресторан «Три поросенка» — шуточное название настоящего клуба любителей фантастики «Три парсека»; а также другие организации и заведения. Кроме того, в романе упоминается второстепенный «блуждающий персонаж» Юрий Семецкий, всегда погибающий в различных произведениях разных авторов.
Роман, как и предыдущий, мог стать последним в цикле, так как на момент завершения работы писатель не планировал продолжать историю Глубины.
| Год  | Издательство               | Место издания | Серия                         | Тираж         | Примечание                 | Источник |
| ---- | -------------------------- | ------------- | ----------------------------- | ------------- | -------------------------- | -------- |
| 1999 | АСТ                        | Москва        | Звездный лабиринт             | 30000 + 10000 |                            | [ 4 ]    |
| 2000 | АСТ                        | Москва        | Звездный лабиринт             | 5000 + 100000 |                            | [ 5 ]    |
| 2003 | АСТ                        | Москва        | Звездный лабиринт: коллекция  | 10000 + 58000 | Вся трилогия в одном томе. | [ 6 ]    |
| 2007 | АСТ, Люкс                  | Москва        | Библиотека фантастики         | 5000          | Вся трилогия в одном томе. | [ 11 ]   |
| 2007 | АСТ, Люкс                  | Москва        | Библиотека мировой фантастики | 3000 + 1500   | Вся трилогия в одном томе. | [ 12 ]   |
| 2008 | АСТ, АСТ Москва, Хранитель | Москва        | Чёрная серия (танковая щель)  | 20000         |                            | [ 13 ]   |
| 2011 | АСТ, Астрель               | Москва        | Новая коллекция фантастики    | 5000          | Вся трилогия в одном томе. | [ 14 ]   |
| 2011 | АСТ, Астрель               | Москва        | Звездный лабиринт 3           | 3000          |                            | [ 15 ]   |
| 2011 | АСТ                        | Москва        | Звездный лабиринт 3 (мини)    | 5000          |                            | [ 16 ]   |
| 2014 | АСТ                        | Москва        | Весь Сергей Лукьяненко        | 3000          | Вся трилогия в одном томе. | [ 17 ]   |

| Год  | Название        | Издательство    | Место издания | Язык     | Переводчик  | Примечание                                 | Источник |
| ---- | --------------- | --------------- | ------------- | -------- | ----------- | ------------------------------------------ | -------- |
| 2008 | Lživá zrcadla   | Triton, Argo    | Прага         | Чешский  | П. Вайгель  | «Фальшивые зеркала» и «Прозрачные витражи» | [ 18 ]   |
| 2009 | Fałszywe lustra | Wydawnictwo Mag | Варшава       | Польский | Э. Скурская |                                            | [ 19 ]   |

## Критика и оценки
Лаборатория Фантастики

 Goodreads

 LibraryThing
Борис Невский в статье для журнала «Мир фантастики» отметил, что, как и первая книга цикла «Лабиринт отражений», роман относится к жанру русского киберпанка, который ввиду отсутствия «собственной киберпанковской идеологической модели», по мнению критика, является лишь подражанием западному киберпанку, возникшему на основе «тревоги части западных интеллектуалов по поводу развития общества» и основанному на «западной системе ценностей и ментальности». По сравнению с «Лабиринтом отражений» и его лёгкой атмосферой, настроение «Фальшивых зеркал» скорее грустное и осеннее, отмечает Дмитрий Байкалов. Изменился сразу и главный герой, дайвер Леонид, и вся Глубина, ставшая жёсткой и реалистичной. Как и в реальности, в виртуальности общество, по словам Павла Кирпичного, «прошло фазу восторгов и перешло в состояние перманентной борьбы за выживание».
«Фальшивые зеркала» можно назвать «фантастикой Пути», которая часто упоминалась Лукьяненко и которая, по мнению Павла Кирпичного, «наконец-то удалась ему как никогда раньше». Главный герой, дайвер Леонид, постоянно находится в движении: сначала работа, потом встречи с друзьями и врагами и даже прохождение игры «Лабиринт Смерти». Из-за того, что Леонид лишился привычных способностей из первой части, роман кажется анти-геройским. Тем не менее по ходу повествования фантастическая составляющая набирает силу, и кульминацией этого процесса становится возвращение дайверов в конце книги. У каждого героя книги есть своя тайна или загадка, но больше всего их, естественно, у главного героя.

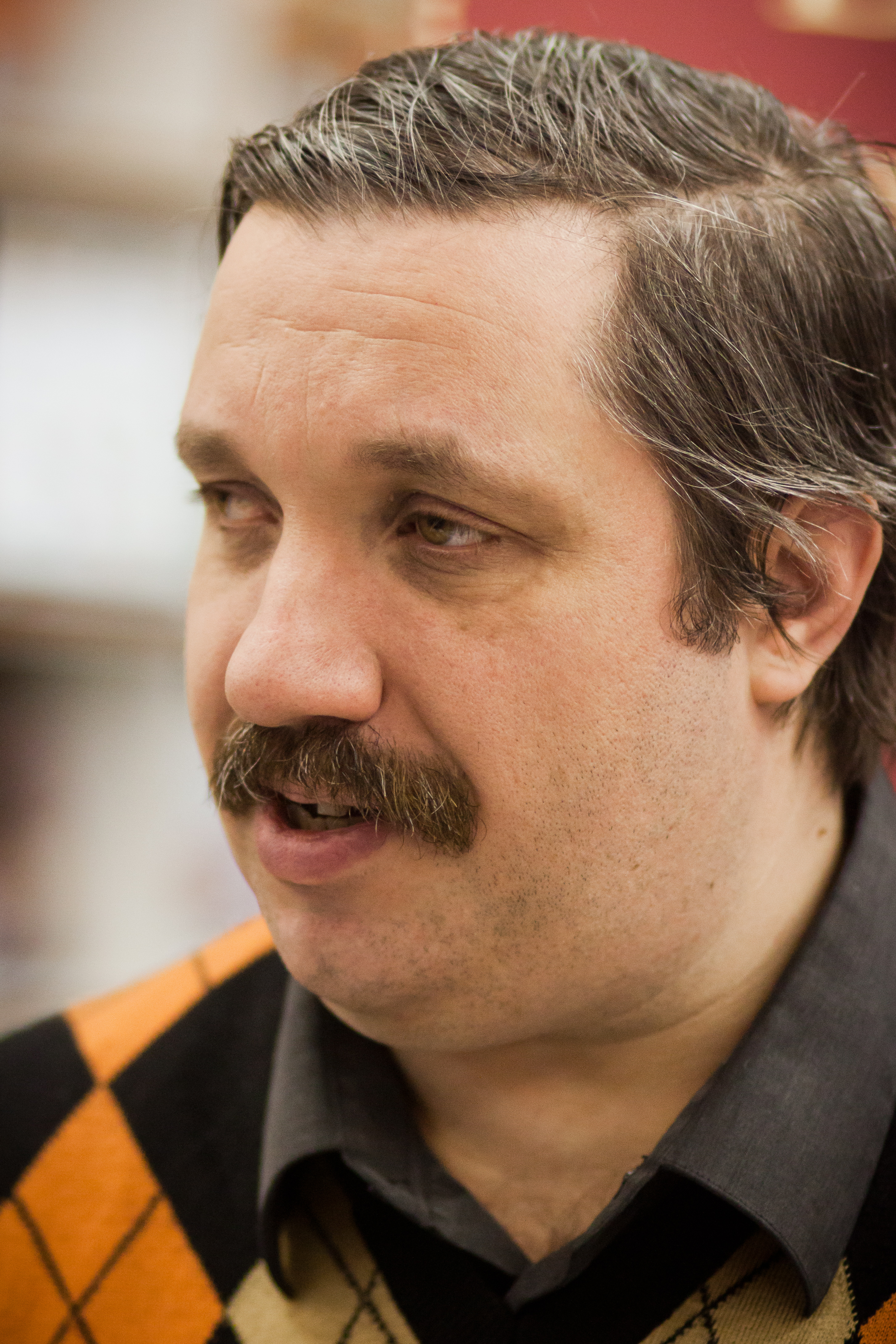
Дмитрий Володихин

Разрастание фантастической литературы привело к постепенному формированию новых жанров. Среди них, по мнению Дмитрия Володихина, на стыке научной фантастики и киберпанка можно выделить «геймерский роман», среди характерных черт которого — наличие портала, обратного портала и «сюжета-алгоритма». В «Фальшивых зеркалах» Лукьяненко вводит «обратный портал» — виртуальное оружие третьего поколения. В отличие от прямого портала, который подразумевает перенос из реальности в виртуальность, обратный портал подразумевает прямое воздействие виртуальности на реальность. Например, использованное писателем виртуальное оружие с помощью гипнотического эффекта убивает в реальности.
Польский критик Павел Плюта отмечает, что в романе представлен знакомый читателю интернет с легко узнаваемыми деталями. По мнению критика, это прекрасное видение будущего Сети. Вполне возможно, отмечает Плюта, что-то из описанного в романе мы увидим позже в реальности. По мнению самого Лукьяненко, роман «Фальшивые зеркала» сильнее предыдущего в цикле «Лабиринта отражений». Популярность романа и всего цикла подтверждается двумя вышедшими сборниками «фанфиков» — произведений поклонников Глубины, написанных по придуманной писателем вселенной.
В 1999 году роман занял второе место на первом международном фестивале фантастики «Звёздный мост» в номинации «Лучший цикл, сериал и роман с продолжением». В 2000 году роман был отмечен премией «Интерпресскон» в номинации «Крупная форма (роман)». В 2000 году «Фальшивые зеркала» также были номинированы на премии «Бронзовая Улитка» и «Сигма-Ф» — приз читательских симпатий журнала «Если».

## Адаптации

### Аудиокниги
| Год  | Издательство     | Место издания | Серия           | Продолжительность | Примечание                                    | Источник |
| ---- | ---------------- | ------------- | --------------- | ----------------- | --------------------------------------------- | -------- |
| 2003 | СиДиКом, Элитайл | Москва        |                 |                   |                                               | [ 27 ]   |
| 2005 | СиДиКом          | Москва        | Солнечный ветер | 16 ч.35 мин.      | Текст читают Кирилл Петров и Ирина Воробьёва. | [ 28 ]   |

### Настольная игра
По мотивам романа в 2006 году Алексей Калинин и издательство «АСТ» выпустили настольную карточную игру «ДипТаун. Зов глубины». Игра посвящена всей виртуальной саге, объединяющей романы «Лабиринт отражений», «Фальшивые зеркала» и «Прозрачные витражи». В игре принимает участие от 2 до 6 человек. Продолжительность партии 30-50 минут. Игрок в роли дайвера должен взламывать сервера, преодолевая защитные программы с помощью боевых вирусов и программ, одновременно мешая делать то же самое остальным игрокам и защищая уже взломанные сервера. Побеждает взломавший больше защитных программ игрок, дайвер которого оказался выше в Галерее Дайверов.

### Карта
В 2002 году карта к роману вместе с пояснениями за авторством Владимира Савватеева была напечатана в любительском журнале «F-хобби». Исполнение было непрофессиональным, а тираж составил всего 300 экземпляров. В обзоре фантастической картографии в журнале «Мир фантастики» эта карта названа «настоящим раритетом».